# Francisco Serrano Cacho
José Juan Francisco Alfonso Serrano Cacho (Ciudad de México, 1937) es un arquitecto, catedrático y académico mexicano.  Su obra se considera como una etapa de transición del racionalismo arquitectónico al movimiento moderno. Ha construido más de 7000 viviendas.

## Estudios y docencia
Pertenece a la cuarta generación de una familia de arquitectos, su padre fue Francisco J. Serrano. Cursó la licenciatura en la Universidad Iberoamericana (UIA), en donde obtuvo su título como arquitecto en 1960. 
De 1960 a 1971 ejerció la docencia impartiendo clases en la Universidad Iberoamericana, en la Universidad La Salle (ULSA) y en la Facultad de Arquitectura de la Universidad Nacional Autónoma de México (UNAM). De 2003 a 2008 impartió la Cátedra Blanca en su alma mater. 

## Trayectoria profesional
Inició su trayectoria colaborando con su padre, Francisco J. Serrano, con Augusto H. Álvarez y con Juan Sordo Madaleno. Posteriormente desarrolló su propio estilo, su obra se caracteriza por el uso de planos inclinados de pasto, pórticos de concreto, columnatas de tabique aparente y empleo de cilindros y pantallas. Ha colaborado en varios proyectos con Teodoro González de León, Carlos Tejeda y Susana García Fuertes. 
Ha realizado proyectos para vivienda, para el sector salud, industria, comercio, oficinas, planteles de educación y espacios culturales. Entre sus obras realizadas se encuentran la Universidad Iberoamericana, que realizó junto con los arquitectos Pedro Ramírez Vázquez y Rafael Mijares Alcérreca, los Torre Arcos Bosques I, Torre Arcos Bosques II, realizadas junto con el arquitecto Teodoro González de León (1990-1995), la embajada de México en Berlín, la embajada de México en Brasilia (1973-1976), la embajada de México en Guatemala, el Centro Minero de Pachuca (1986-1988), el Palacio de Justicia Federal (1987-1992),  las oficinas de Hewlett Packard de Santa Fe, el Edificio Copa de Oro (1998).
Es miembro de número de la Academia de Artes de México desde 1998.

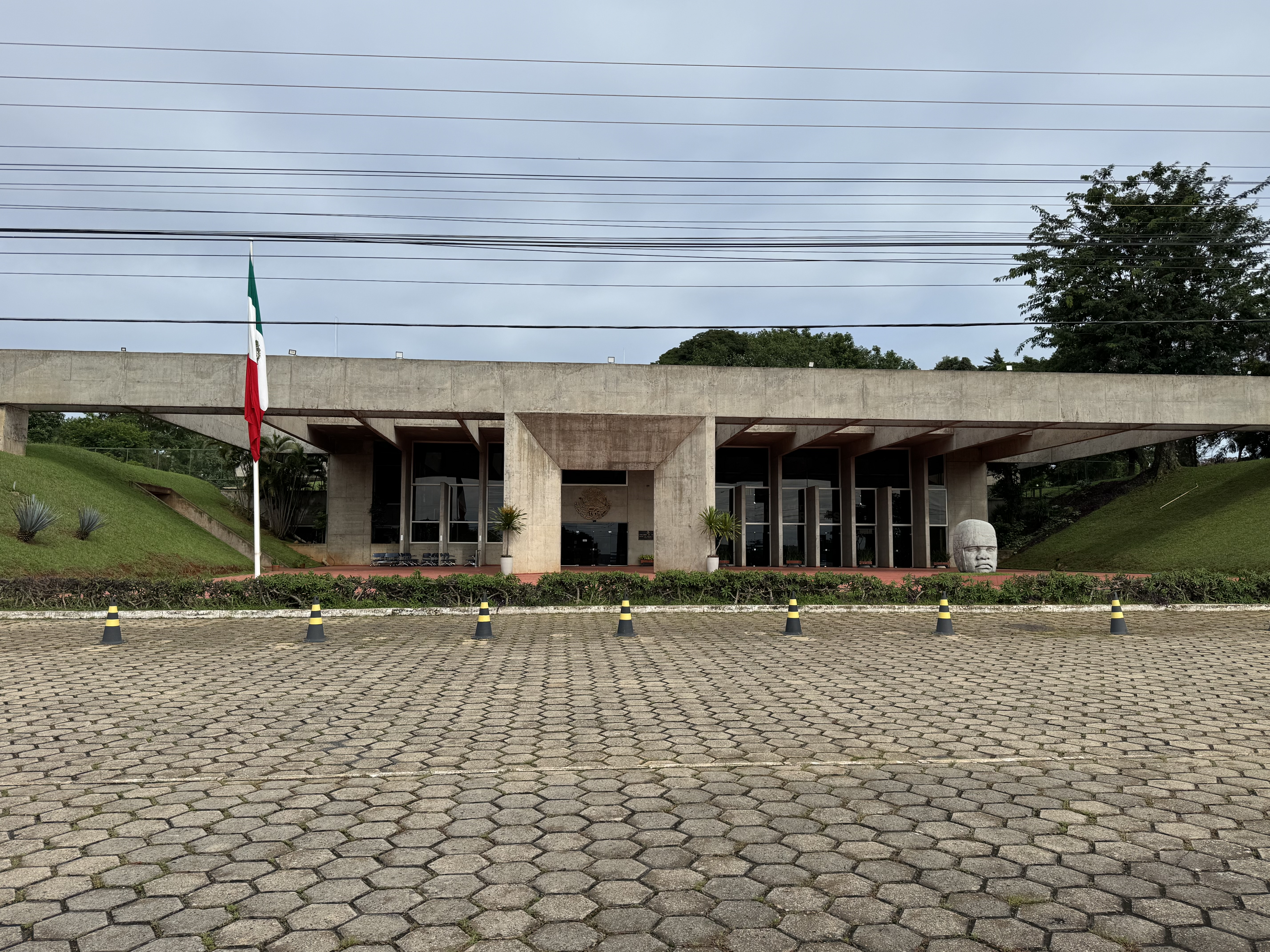
Embajada de México en Brasilia, Brasil
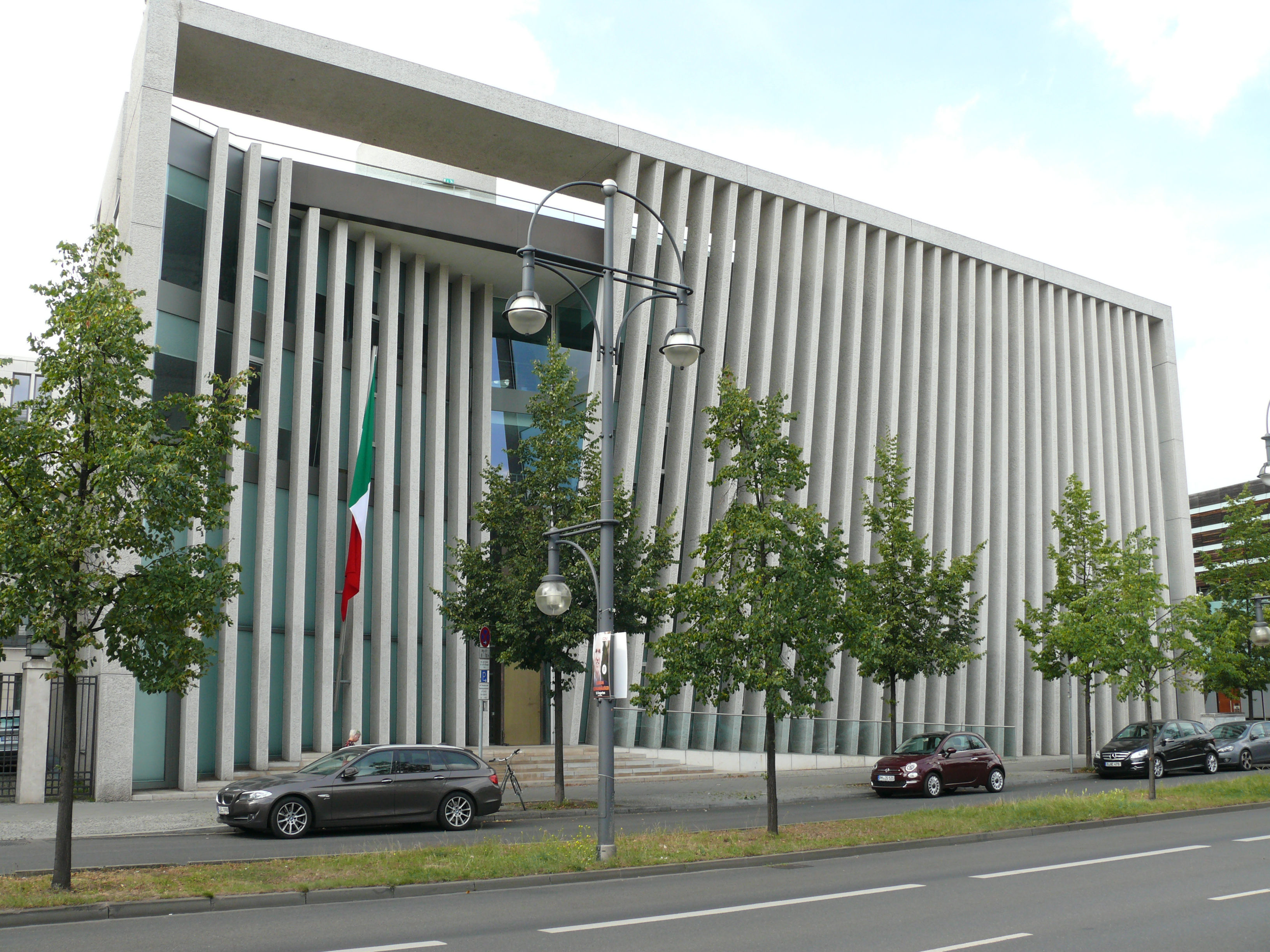
Embajada de México en Berlín, Alemania

## Premios y distinciones
A lo largo de su trayectoria profesional ha recibido varios premios, entre ellos:
- Medalla de plata en el XI Bienal de Arquitectura Mexicana por su labor en la Biblioteca “Francisco Xavier Clavijero”.
- Mención honorífica en el XI Bienal de Arquitectura Mexicana por su labor en los Apartamentos Rebollar y por su labor en la terminal 2 del Aeropuerto Internacional “Benito Juárez” de la Ciudad de México.
- Premio Nacional de Ciencias y Artes en el área de Bellas Artes otorgado por la Secretaría de Educación Pública en 2003.
- Premio “Luis Barragán” otorgado por el Colegio de Arquitectos de la Ciudad de México en 2004.
- Premio Obras Cemex XVII, en la modalidad “Vida y Obra” otorgado por Cemex en 2008.
- Premio AMDI, 10a. edición, por la Asociación Mexicana de Diseñadores de Interiores en 2009.
- Premio Nacional de Arquitectura otorgado por la Asociación de Ingenieros y Arquitectos de México en 2013.[4]